# Helicobia ajax
Helicobia ajax är en tvåvingeart som beskrevs av Carroll William Dodge 1968. Helicobia ajax ingår i släktet Helicobia och familjen köttflugor.
Artens utbredningsområde är Panama. Inga underarter finns listade i Catalogue of Life.